# Купер, Камилла
Ками́лла Ке́й Ку́пер (англ. Camille Kaye Cooper; в замужестве Озумба (англ. Ozumba); родилась 5 февраля 1979 года, Джорджтаун, Кентукки, США) — американская профессиональная баскетболистка, выступала в женской национальной баскетбольной ассоциации за команду «Нью-Йорк Либерти». Она была выбрана на драфте ВНБА 2001 года в первом раунде под общим шестнадцатым номером командой «Лос-Анджелес Спаркс». Играла на позиции центровой.

## Ранние годы
Камилла родилась 5 февраля 1979 года в городке Джорджтаун (штат Кентукки) в семье Чарльза и Присциллы Купер, у неё есть два старших брата, Родни и Уильям, училась она там же в средней школе Скотт-Каунти, в которой выступала за местную баскетбольную команду.